# Joseph Sattler

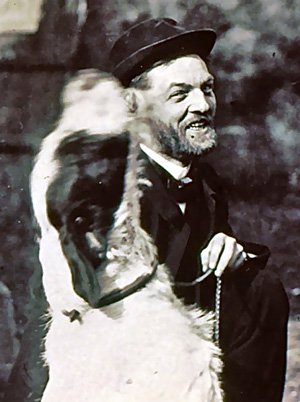
Josef Kaspar Sattler

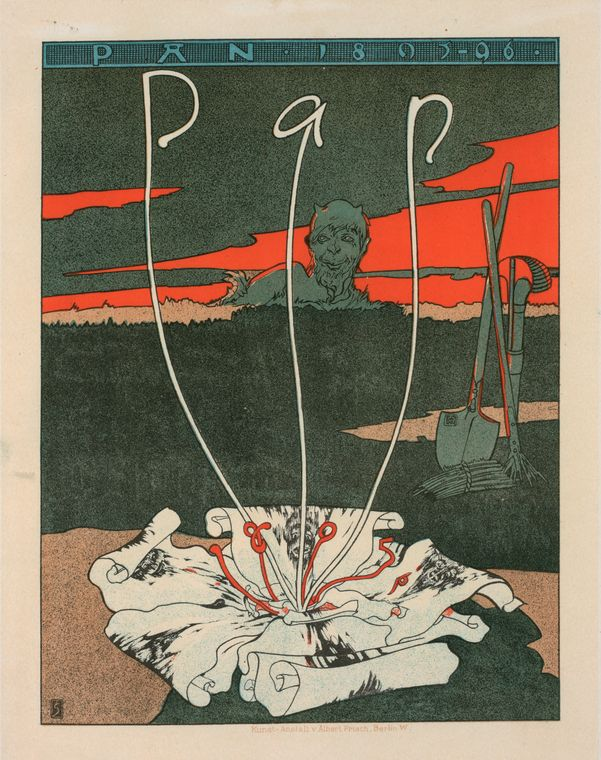
Werbeplakat für Pan

Joseph Kaspar Sattler (* 20. Juli 1867 in Schrobenhausen; † 12. Mai 1931 in München) war ein Maler, Exlibriskünstler und Illustrator im Jugendstil.

## Leben
Er wurde vor allem als Jugendstil-Künstler für seine Ex-Libris und Illustrationen u. a. für die Zeitschrift Pan bekannt. Nach einer Lehre als Maler und Vergolder bei seinem Vater in Landshut studierte er an der Münchner Kunstakademie und ließ sich als freischaffender Künstler in München nieder. Vielfältige Illustrationen, Ex-Libris, Plakate und Arbeiten für die Reichsdruckerei führten ihn u. a. nach Straßburg (école des Arts Décoratifs de Strasbourg) und Berlin.
1897 entwarf er die Schrift „Nibelungenschrift“, die für sein monumentales Werk „Die Nibelunge“ verwendet wurde, das Deutschland auf der Weltausstellung in Paris 1900 zeigte. Hiervon wurden nur 200 Exemplare gedruckt. 1917 wurde Sattler zum Professor in Straßburg ernannt. Er gilt als einer der führenden Wegbereiter des Jugendstils. Er war Mitglied der Künstlervereinigung Cercle de Saint-Léonard.

## Werke
- Ein moderner Totentanz in 16 Bildern. Verlag J.A. Stargardt, Berlin, 2., vermehrte Aufl. 1912, nur in 100 nummerierten Exemplaren hergestellt (Digitalisierte Ausgabe der Universitäts- und Landesbibliothek Düsseldorf).
- Geschichte der rheinischen Städtekultur von den Anfängen bis zur Gegenwart mit besonderer Berücksichtigung von Worms, herausgegeben von Heinrich Boos, illustriert von Joseph Sattler, Verlag J.A. Stargardt, Berlin 1897 (4 Bände).